# (10515) Old Joe
(10515) Old Joe est un astéroïde de la ceinture principale.

## Description
(10515) Old Joe est un astéroïde de la ceinture principale. Il fut découvert le 31 octobre 1989 à Stakenbridge par Brian G. W. Manning. Il présente une orbite caractérisée par un demi-grand axe de 2,57 UA, une excentricité de 0,26 et une inclinaison de 5,4° par rapport à l'écliptique.

## Compléments